# Bazar-Korgon
Bazar-Korgon (in kirghiso Базар-Коргон?; in uzbeco Бозорқўрғон?, Bozorqoʻrgʻon) è una città del Kirghizistan, capoluogo del distretto omonimo.

## Società

### Evoluzione demografica
La maggior parte degli abitanti (80%) sono uzbeki e il restante 20% sono principalmente chirghisi.